# Керамик (Удмуртия)
Керамик — станция (тип населенного пункта) в Можгинском районе Удмуртии. Входит в состав Горнякского сельсовета.

## География
Расположен на левом берегу реки Вала, у остановочного пункта 1035 км.

## История
30 марта 1963 года вновь возникшему населённому пунктов при кирпичном заводе было присвоено наименование станция Керамик.

## Население
| 2008 | 2010 | 2012  |
| ---- | ---- | ----- |
| 448  | ↘388 | ↗1071 |